# Хиткот-Драммонд-Уиллоуби, Гилберт, 2-й граф Анкастер
Ги́лберт Хи́ткот-Дра́ммонд-Уи́ллоуби, 2-й гра́ф Анка́стер  (англ. Gilbert Heathcote-Drummond-Willoughby, 2nd Earl of Ancaster; 29 июля 1867 — 19 сентября 1951) — британский аристократ и государственный деятель.

## Биография
Гилберт Хиткот был старшим сыном Гилберта Хиткота-Драммонда-Уиллоуби, 1-го графа Анкастер и его супруги Эвелин Элизабет Гордон, дочери Чарльза Гордона, 10-го маркиза Хантли и Мэри Антуанетты Пегус. Получил образование в Ламбруке и Итонском колледже, после чего поступил в Тринити-колледж, колледж Кембриджского университета. 
Во время Второй англо-бурской войны был назначен почётным майором Йоменского полка Лестершира, дослужившись до звания полковника.
В 1894 году был избран в парламент Великобритании от округа Хорнкаст (Линкольншир), членом которого оставался до 1910 года. В том же году он наследовал отцу в качестве барона Авеланд, барона Уиллоуби де Эрзби и графа Анкастер и стал членом Палаты лордов. 
Занимал должности парламентского секретаря в Министерстве сельского хозяйства и рыболовства (1921—1924), лорда-лейтенанта Ратленда (1921—1951) и лорда великого камергера (1936—1951). Скончался 18 сентября 1951 года в возрасте 84 лет; ему наследовал старший сын Джеймс.

## Семья
В 1905 году женился на американке Элоизе Лоуренс Бриз (1882 — 1953), дочери Уильяма Лоуренса Бриза, уроженца Нью-Йорка. У супругов было 2 сына и 2 дочери:
- Леди Кэтрин Мэри Хиткот-Драммонд-Уиллоуби (1906 — 1996), 1-й муж: Чарльз Уэддербурн Хьюм; 2-й муж: Джон Сент-Мор Рамсден;
- Джеймс Гилберт Хиткот-Драммонд-Уиллоуби (8 декабря 1907 — 29 марта 1983), наследовал отцу;
- Леди Присцилла Хиткот-Драммонд-Уиллоуби (29 октября 1909 — 28 декабря 2002), вышла замуж за полковника сэра Джона Эйрда, 3-го баронета;
- Джон Хиткот-Драммонд-Уиллоуби (14 марта 1914 — 1 марта 1970), умер неженатым.